# Qairat Mämi

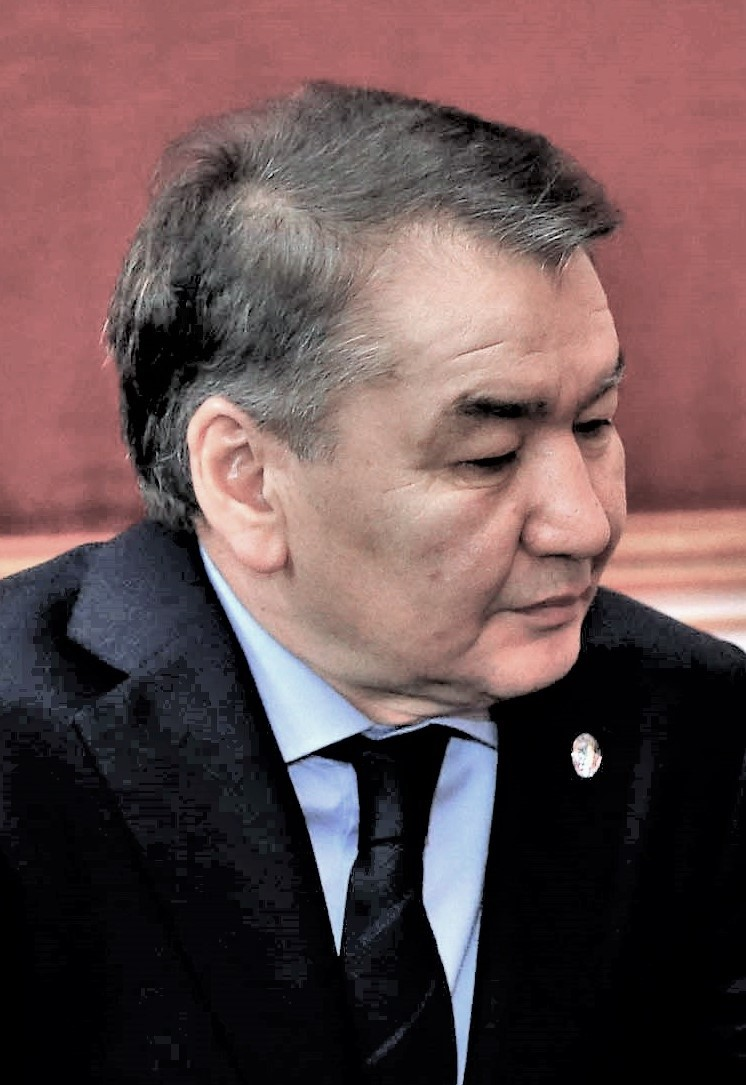
Qairat Mämi

Qairat Äbdirasaquly Mämi (kasachisch Қайрат Әбдіразақұлы Мәми, russisch Кайрат Абдразакулы Мами Kairat Abdrasakuly Mami; * 9. Mai 1954 in Schambyl, Oblast Alma-Ata, Kasachische SSR) ist ein kasachischer Jurist und Politiker.

## Leben
Qairat Mämi wurde 1954 im Dorf Schambyl im heutigen Audan Schambyl im Gebiet Almaty geboren. Er begann 1976 ein Studium der Rechtswissenschaft an der Staatlichen Kasachischen Kirow-Universität in Alma-Ata, das er 1981 abschloss.
Nach seinem Abschluss war er zunächst bis 1990 als stellvertretender Vorsitzender und danach als Vorsitzender am Landgericht in Gurjew tätig. Von Dezember 1990 bis Mai 1993 war er Mitglied des Obersten Gerichts der Kasachischen SSR. Anschließend wurde er Vorsitzender des städtischen Gerichts von Almaty. Von November 1995 bis April 1996 war er stellvertretender Vorsitzender der Strafkammer des Obersten Gerichtshofs der Republik Kasachstan und anschließend zwei Monate lang amtierender Vorsitzender des Obersten Gerichtshofs. Im August 1996 wurde er dann zunächst stellvertretender Vorsitzender und schließlich Vorsitzender des Justizkollegiums für Strafsachen des Obersten Gerichtshofes. Von Februar 1999 bis August 1999 war er kurzzeitig stellvertretender Justizminister Kasachstans, bevor er bis September die Position des stellvertretenden Leiter der Präsidialverwaltung und Leiter der staatlichen Rechtsabteilung wurde. Am 1. September 2000 wurde Mämi zum Vorsitzenden des Obersten Gerichtshofes der Republik Kasachstan ernannt. Diesen Posten hatte er beinahe neun Jahre inne, bevor er am 3. April 2009 zum kasachischen Generalstaatsanwalt ernannt wurde. Am 15. April 2011 wurde er vom kasachischen Präsidenten zum Abgeordneten im kasachischen Senat gemacht und daraufhin von den anderen Abgeordneten zum Vorsitzenden des Senates gewählt. Am 16. Oktober 2013 wurde er erneut zum Vorsitzenden des Obersten Gerichtshofes Kasachstans gewählt. 
Seit dem 11. Dezember 2017 war Mämi Vorsitzender des kasachischen Verfassungsrates. Dies blieb er bis zur Auflösung des Verfassungsrates zum 1. Januar 2023.

## Familie
Qairat Mämi ist verheiratet und hat drei Kinder.